# Bomdila
Bomdila è una suddivisione dell'India, classificata come notified town, capoluogo del distretto del Kameng Occidentale, nello stato federato dell'Arunachal Pradesh.

## Geografia fisica
La città è situata a 27° 15' 0 N e 92° 24' 0 E e ha un'altitudine di 2.216 m s.l.m..

## Società

### Evoluzione demografica
Al censimento del 2011 la popolazione di Bomdila assommava a 8.370 persone, delle quali 4,372 maschi e 3.998 femmine. I bambini di età inferiore o uguale ai sei anni assommavano a 933.